# Erik Segerstedt
Mats Erik Segerstedt, född 20 april 1983 i Dragsmarks församling, Göteborgs och Bohus län, är en svensk sångare. Han har blivit känd genom TV-tävlingen Idol, sin medverkan i gruppen E.M.D. och senare som soloartist.

## Karriär

### Idol 2006
Segerstedt blev känd efter sin medverkan i Idol 2006, där han slutade tvåa. 
Han åkte först ur tävlingen i slutaudition, men fick komma tillbaka då en medtävlare hoppat av. Sedan förlorade han i kvalveckan, men kom med igen genom sista chansen. Segerstedt slutade trots detta tvåa, mot Markus Fagervall. 

#### Uppträdanden i Idol 2006
| Etapp                  | Låttitel                                   | Originalartist  | Tema                           |
| ---------------------- | ------------------------------------------ | --------------- | ------------------------------ |
| Audition               | Feeling Good                               | Michael Bublé   | -                              |
| Slutaudition           | Signed, Sealed, Delivered                  | Stevie Wonder   | Acapella                       |
| Slutaudition           | You've Got A Friend                        | Carole King     | Duett (med Azra Osmancevic)    |
| Slutaudition           | Don't You (Forget About Me)                | Simple Minds    | Solosång                       |
| (Kval) Semifinal 4     | Heaven                                     | Bryan Adams     | -                              |
| (Kval) Uppsamlingsheat | Home                                       | Michael Bublé   | -                              |
| Final 1                | Something Beautiful                        | Robbie Williams | Min Idol                       |
| Final 2                | Känn ingen sorg för mig Göteborg           | Håkan Hellström | Svenska Hits                   |
| Final 3                | I Don't Want To Be                         | Gavin Degraw    | Millennium Hits                |
| Final 4                | I Still Haven't Found What I'm Looking For | U2              | Rock                           |
| Final 5                | Against All Odds                           | Phil Collins    | Favoriter från Audition-turnén |
| Final 6                | Knockin' on Heaven's Door                  | Bob Dylan       | Unplugged                      |
| Final 7 (I)            | I Wish                                     | Stevie Wonder   | Motown                         |
| Final 7 (II)           | I Heard It Through the Grapevine           | Marvin Gaye     | Motown                         |
| Final 8 (I)            | If I Used To Love You                      | Daniel Lemma    | Kärlek                         |
| Final 8 (II)           | Bed Of Roses                               | Bon Jovi        | Kärlek                         |
| Final 9 (I)            | Right Here Waiting                         | Richard Marx    | Juryns val                     |
| Final 9 (II)           | Crazy                                      | Gnarls Barkley  | Juryns val                     |
| Final 10 (I)           | The Show Must Go On                        | Queen           | Eget Val                       |
| Final 10 (II)          | Bed Of Roses                               | Bon Jovi        | Tittarnas Val                  |
| Final 10 (III)         | Everything Changes                         | Jörgen Elofsson | Vinnarlåten                    |

Samma år avslöjades att han fått skivkontrakt, och han släppte sitt debutalbum, A Different Shade, den 21 februari 2007. Debutsingeln hette "I Can't Say I'm Sorry", skriven av Andreas Carlsson och Pelle Nylén. Den släpptes den 24 januari 2007. Låten fanns redan utgiven med den danske sångaren Bryan Rice 2006. Andra singeln hette "How Did We Change".

### E.M.D.
Hösten 2007 bildades gruppen E.M.D., bestående av Segerstedt och två andra Idol-deltagare: Mattias Andréasson (Idol 2007) och Danny Saucedo (Idol 2006). Deras första singel, en cover på Bryan Adams, Rod Stewart och Stings hit "All for Love", gick upp på Hitlistans tredjeplats den 20 december samma år. Senare kom också deras andra singel "Jennie Let Me Love You".
Med låten Baby Goodbye deltog E.M.D i Melodifestivalen 2009. De kom på tredje plats i finalen. 
E.M.D. tog en paus efter 2010, och medlemmarna har därefter fortsatt som singelartister. 

### Fortsatt karriär 00- och 10-talet

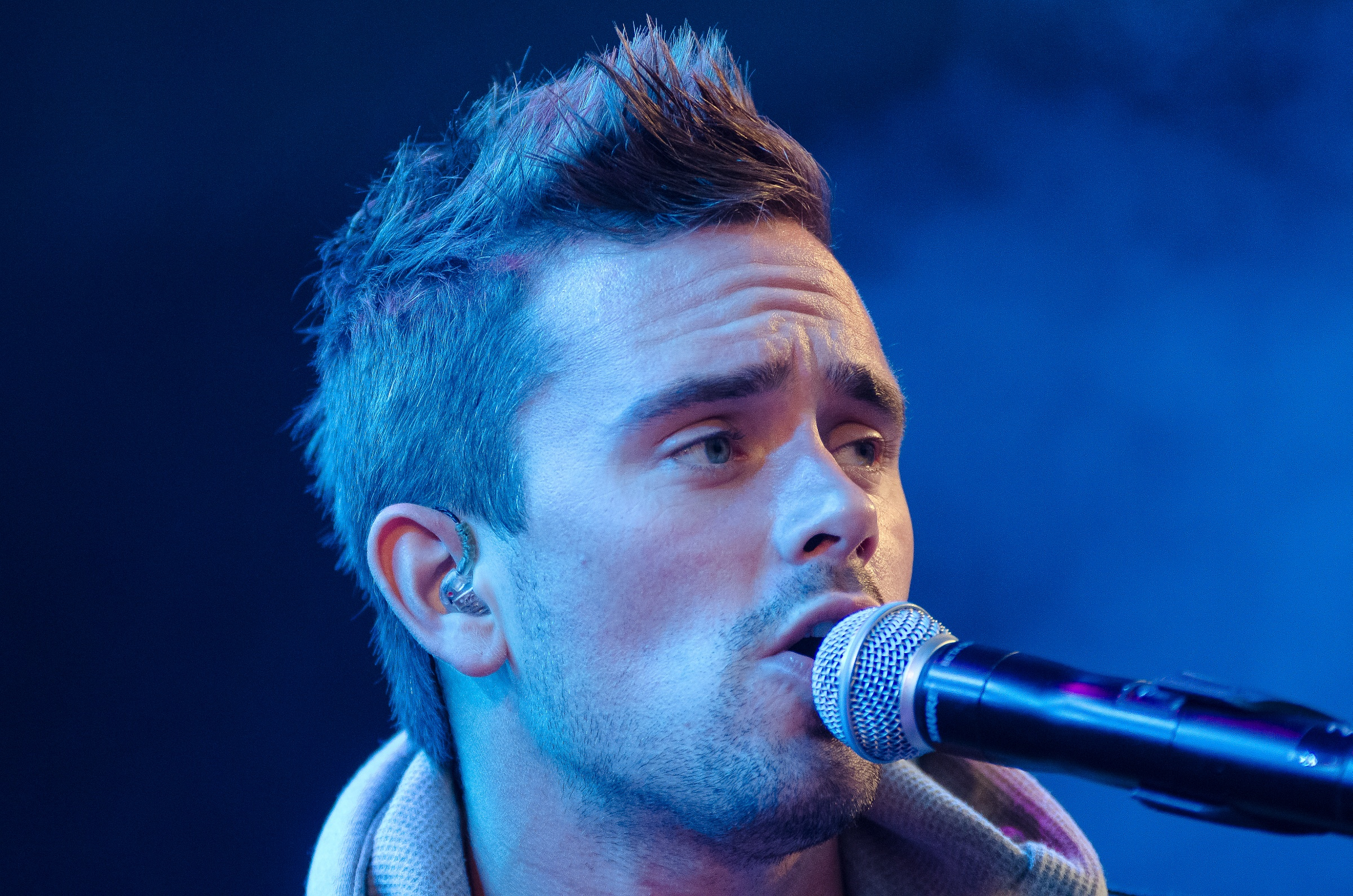
Erik Segerstedt på RixFM Festival i Växjö 2011.

Segerstedt medverkade 2008-09 i Körslaget (säsong 2) med en egen kör ifrån sin hemstad Uddevalla. Han slutade som tvåa i finalen mot Hanna Hedlund den 31 januari 2009. Den 8 april 2009 blev han utsedd till Sveriges sexigaste singelkille.
Han ledde från 2008 programmet Rampljuset på SVT / Barnkanalen tillsammans med Gabi Goldman.
2011 deltog Erik Segerstedt i TV-serien Mitt liv som Hellner, där han under åtta veckors tid levde och tränade som längdskidåkaren Marcus Hellner.
2013 deltog Segerstedt i Melodifestivalen igen, men denna gång med norskan Tone Damli med låten Hello Goodbye. De förlorade i Andra Chansen.
Samma år medverkade han i Let's Dance i TV4, tillsammans med Sigrid Bernson. Segerstedt slutade på en 4:e plats i tävlingen.
Han är programledare för webb-TV-programmet Sportlabbet på SvtPlay, där han utmanar några av Sveriges elit-idrottare i deras egna sporter.[källa behövs]
Sommaren 2014 turnerade han runt med Diggiloo-gänget.

### 2020-talet
Vintern 2022/2023 släppte Segerstedt EP:n Piece of Me.
Segerstedt deltog i Melodifestivalen 2025 med låten Show Me What Love Is, som han skrivit tillsammans med Mattias Andréasson och Pontus Söderman. Han vann den andra deltävlingen och tog sig till final där han slutade på en nionde plats.

## Diskografi
För information om hans gruppdiskografi, se E.M.D.

### Album
- 16 november 2006 – Det bästa från Idol 2006 (Samlingsskiva)
- 21 februari 2007 – A Different Shade #2
- 14 maj 2008 – A State Of Mind (Med E.M.D.)

### Singlar
- januari 2007 – "I Can't Say I'm Sorry" #1 (1 vecka)
- maj 2007 – "How Did We Change"
- december 2007 – "All for Love" (Med E.M.D.)
- mars 2008 – "Jennie Let Me Love You" (Med E.M.D.)
- januari 2009 – "Baby Goodbye" (Med E.M.D.)
- april 2009 – "Saturday Night"
- april 2009 – "Youngblood" (Med E.M.D.)
- mars 2013 – "Hello Goodbye"
- november 2022 - "Come Alive"
- februari 2023 - "Piece of Me"
- februari 2024 - "Show Me What Love Is"

## TV-medverkan
- 2008– – Rampljuset
- 2010 - "Sommarkrysset"
- 2013 - "Let's Dance"

## Teater

### Roller
| År   | Roll    | Produktion                                        | Regi         | Teater       |
| ---- | ------- | ------------------------------------------------- | ------------ | ------------ |
| 2016 | Prinsen | Snövit – The musical Robert Dröse och Martin Land | Robert Dröse | Maximteatern |